# كنيسة المسيح (أكسفورد)

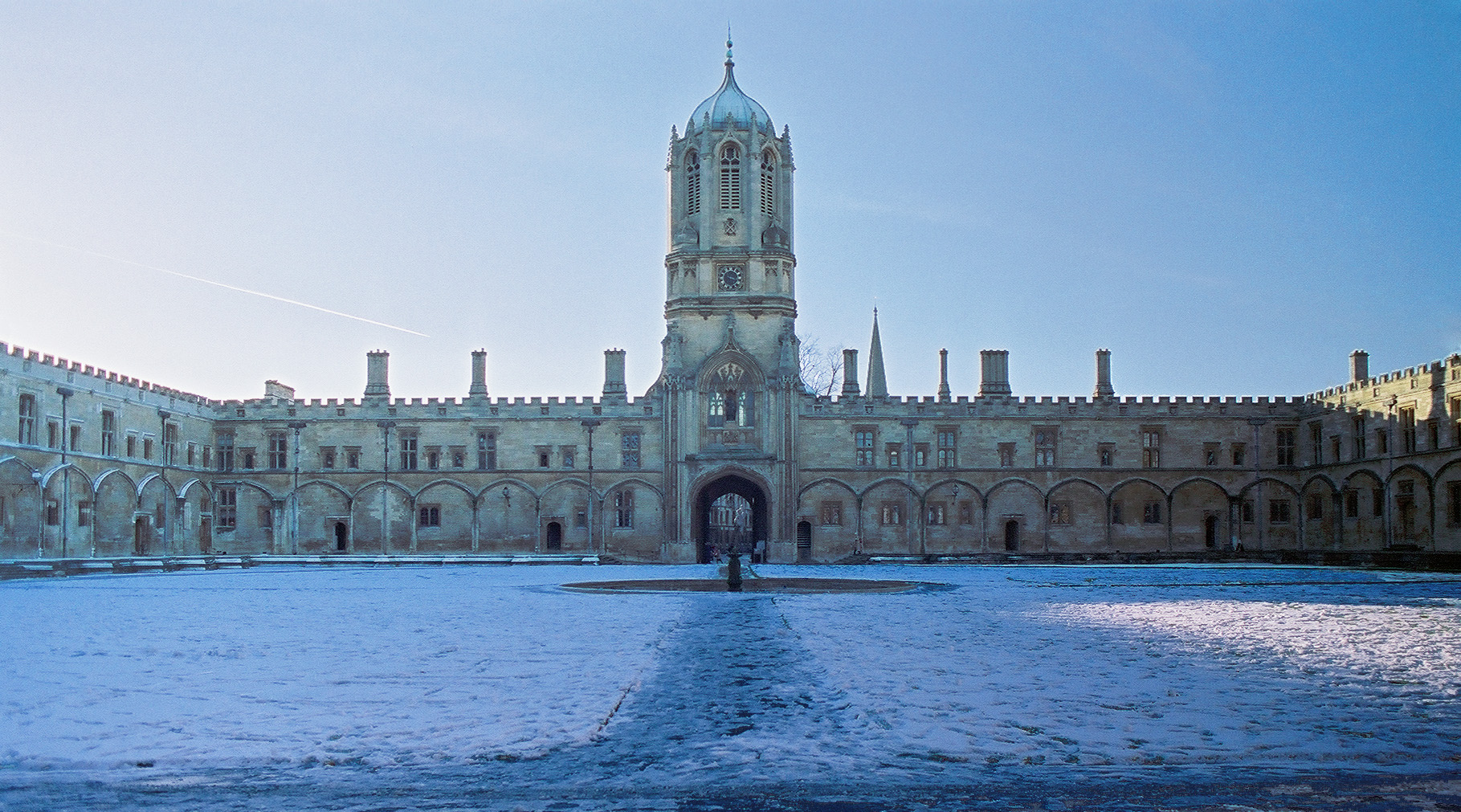
برج توم في كنيسة المسيح، أكسفورد.

كنيسة المسيح (بالإنجليزية: Christ Church)‏ هي أحد أكبر كليات جامعة أوكسفورد في إنجلترا. وبالإضافة إلأى كونها كلية، تعد كنيسة المسيح كاتدرائية أبرشية أكسفورد. وتعد هي وكلية الثالوث، كامبريدج أكثر الكليات أرستقراطية في جامعاتها.
تخرج من كنيسة المسيح ثلاثة عشر رئيسًا للوزراء في الملكة المتحدة، وهو ما يعادل عدد رؤساء الوزراء الذين تخرجوا من كليات جامعة أكسفورد الباقية قاطبةً، بل وأكثر من أي كلية في جامعة كامبريدج.
كانت الكلية مسرحًا لأحداث أجزاء من العودة لبرايدزهيد لإيفلين وو، وأيضًا في مغامرات أليس في بلاد العجائب للويس كارول، وحديثًا، تم استخدامها في تصوير أفلام هاري بوتر للمؤلفة جوان رولينغ موراي. استخدمت السمات المميزة لعمارة الكلية كنموذج يحتذى به في عدد من المؤسسات الأكاديمية الأخرى، بما في ذلك جامعة أيرلندا الوطنية في غالواي. كما استخدمت جامعة شيكاغو وجامعة كورنيل نفس تصميم قاعة الطعام في كنيسة المسيح. بل وقد حملت مدينة كرايستشيرش في نيوزيلندا اسم الكلية.